# Hartmut Kühn
Hartmut Kühn oder Hartmut Michael Kühn (* 5. Juli 1947 in Berlin) ist ein deutscher Philosoph, Historiker, Publizist und Übersetzer polnischer Literatur.

## Leben und Werk
Als Sohn des Bassisten, Schlagwerkers und Tubisten sowie Chorleiters und Kapellmeisters Herbert Kühn und seiner Frau Ilse, einer Buchhalterin und Prokuristin, auf die Welt gekommen, wuchs Hartmut Kühn in Berlin-Prenzlauer Berg, Berlin-Grunewald und Mutzschen bei Grimma auf. In Berlin-Prenzlauer Berg besuchte er die zehnklassige Oberschule. Im Jahr 1964 begann er eine Lehre als Schriftsetzer, die er 1966 abschloss, zugleich legte er 1967 das Abitur an der Abendschule Berlin-Prenzlauer Berg ab.
Von 1967 bis 1968 war er Redaktionssekretär der Weimarer Beiträge und im Sommer 1968 auf Einladung seines Vorgängers Peter Anders (Petr Stanek) bei der Partnerzeitschrift Plamen in Prag zu Gast. Durch dessen Entlassung nach einem DDR-kritischen Artikel in dieser Zeitschrift, den Besuch in Prag kurz vor der Intervention der Warschauer Vertragsstaaten und die Bekanntschaften mit dem Redaktionssekretär von Plamen, Antonin Hulík, dem Soziologen Miroslav Jodl und dem Philosophen und Professor der Prager Karls-Universität Karel Kosík geriet er in den Strudel der ideologischen und politischen Auseinandersetzungen zum Prager Frühling, wozu er mehrfach verhört wurde.
Kühn absolvierte 1968–1971 ein Studium der Philosophie, Logik und Semiotik an der Humboldt-Universität zu Berlin, wobei zu seinen Kommilitonen die Schriftsteller Christoph Hein und Rolf Schilling, die Logiker und Semiotiker Evelyn und Johannes Dölling, der Kulturtheoretiker Günter Kracht, der Städtebau-Theoretiker Ulrich Reinisch, die späteren Bürgerrechtler Wolfgang Templin und Klaus Wolfram, die Journalistinnen Gisela Hoyer und Gisela Blank sowie der Mediävist Hans-Ulrich Wöhler und der Politologe Dieter Segert gehörten. Nach der aus politischen Gründen erfolgten Relegierung infolge eines Revisionismus-Vorwurfs, die auf Betreiben linientreuer SED-Genossinnen an der Sektion Philosophie im Dezember 1971 zustande kam und wahrheitswidrig als Beurlaubung ausgegeben wurde, war Kühn in der DDR einem lebenslänglichen Studienverbot und einem zeitweiligen Publikationsverbot unterworfen, das anfangs lediglich von Michael Franz und Josef Hermann Sauter beim Berliner Rundfunk sowie Klaus Hilbig beim Forum unterlaufen wurde.
Zunächst arbeitete Kühn in Gelegenheitsjobs – so als Altstoffhändler, Aufnahmeleiter und Kleindarsteller (Fernsehen der DDR und Hochschule für Film und Fernsehen, Babelsberg), Kellner, redaktioneller Mitarbeiter (Filmspiegel) und Synchronautor für das DEFA-Synchronstudio und Fernsehen der DDR. Ab 1975 war er als freiberuflicher Lektor u. Übersetzer für polnische Literatur für verschiedene Verlage tätig – so zu Michal Choromański, Kornel Filipowicz, Witold Gombrowicz, Ireneusz Iredyński, Zdzisław Kuksewicz, Andrzej Kuśniewicz, Waldemar Łysiak, Aleksander Minkowski, Władysław Misiołek, Jerzy Putrament und Jan Józef Szczepański – so für die Verlage Volk und Welt und Neues Leben sowie den Deutschen Verlag für Wissenschaften und den Akademie-Verlag.
Diese Übersetzer-Tätigkeit und seine politischen Überzeugungen ließen Hartmut Kühn zu einem Sympathisanten der im August 1980 entstandenen Solidarność-Bewegung werden. Nach der Ausrufung des Kriegsrechts aktivierte Kühn seine Solidarność Kontakte und verließ 1980 den Gewerkschaftsverband FDGB, als er aufgefordert wurde, eine Resolution gegen die Solidarność zu unterzeichnen, was er ablehnte. Von 1981 bis 1985 unterlag er einem mehrjährigen Reiseverbot nach Polen.
Nach seiner 1990 erfolgten Rehabilitation an der Humboldt-Universität schloss er durch den Einsatz des Historikers Heinz Schilling sowie der Philosophen Volker Gerhardt und Heinz Kuchling 1994 sein Studium der Philosophie und Semiotik mit der Verteidigung der Arbeit Zur Kritik der marxistischen Rezeption des Ansatzes von Charles Sanders Peirce in der Zeichentheorie ab. Gutachter seiner Arbeit waren Heinz Kuchling und Michael Franz. An den Universitäten Warschau und Szczecin hingegen hörte er nach 1990 Politologie und Geschichte, so bei Janusz Faryś, Andrzej Głowacki, Michał Paziewski, Jan Maria Piskorski und Adam Wator (Szczecin) sowie Zdzisław Kuksewicz, Karol Modzelewski, und Henryk Samsonowicz (Warschau).
Im August 1996 war er u. a. mit Olga Krzyzanowska, stellv. Marschall des polnischen Sejms, den Solidarność-Aktivisten Bogdan Borusewicz, Zbigniew Janas, Henryka Krzywonos-Strycharska und Jan Lityński sowie Wolfgang Templin Teilnehmer einer internationalen Konferenz zu Fragen der Aktualität und Nachwirkung der Solidarność in Gdańsk. Ebenfalls 1996 gab er das um einige Beiträge gegenüber dem Original erweiterte Buch Wohin vom Kommunismus aus?  von Karol Modzelewski, Mediävist, ehemaliger Vizepräsident der Polnischen Akademie der Wissenschaften und ehemaliger Sprecher und Mitglied der Landeskommission der Solidarność, heraus, das er übersetzte und mit einem Nachwort versah. Im Jahr 1999 erschien mit seinem Buch Das Jahrzehnt der Solidarność das Standardwerk zur Solidarność, die mit 620 Seiten und 103 Fotos und Dokumenten umfassendste Arbeit zur Geschichte der polnischen Gewerkschafts- und Bürgerbewegung, die im deutschsprachigen Raum erschien.
Im Dezember 2000 nahm er mit einem Redebeitrag an der polnisch-französisch-deutschen Konferenz Die Bewegung Solidarność und die Vereinigung Europas in Szczecin teil, wo er Gespräche u. a. mit Dieter Bingen (Deutsches Polen-Institut Darmstadt), Michel Dobry (Laboratoire d’Analyse de Systèmes Politiques, Paris) Gerhard Doliesen (Ost-Akademie Lüneburg), Andrzej Friszke (Polnische Akademie der Wissenschaften, Warschau), Jerzy Holzer (Polnische Akademie der Wissenschaften, Warschau), Bogdan Lis (Centrum Solidarność, Gdańsk), Jan Maria Piskorski (Universität Szczecin), Georg Wilhelm Strobel (Aschaffenburg), Jean Charles Szurek (Laboratoire d’Analyse de Systèmes Politiques, Paris), Alain Touraine (Centre d’Analyse et d’Intervention Sociologiques-EHESS, Paris), Gert Weisskirchen (Deutscher Bundestag), Michel Wieviorka (Centre d’Analyse et d’Intervention Sociologiques-EHESS, Paris), Klaus Ziemer (Deutsches Historisches Institut Warschau) und Andrzej Zybertowicz (Universität Toruń) führte, die zum Teil in eine langjährige Zusammenarbeit mündeten.
Im Dezember 2001 nahm er u. a. mit dem Übersetzer Henryk Bereska, dem Politologen Andrzej Kotula, dem Historiker Burkhard Olschowsky, dem Polonisten Heinrich Olschowsky, dem Germanisten Leszek Szaruga, dem Dokumentarfilmer Konrad Weiß und Wolfgang Templin an der deutsch-polnischen Konferenz DDR. Polen. Politisch verordnete Freundschaft teil, die ebenfalls in Szczecin stattfand. Auf Anforderung des Bundestagspräsidenten Wolfgang Thierse verfasste Kühn 2003 eine verfassungsgeschichtliche Expertise zur Geschichte des polnischen Parlamentarismus für den wissenschaftlichen Dienst des Deutschen Bundestags.
Im Jahr 2004 war er durch Vermittlung des Institutsdirektors für Geschichte der Universität Halle-Wittenberg, Michael G. Müller, und des Institutsdirektors für Geschichte der Humboldt-Universität zu Berlin, Heinz Schilling sowie auf Einladung von dessen damaligem Leiter, Klaus Ziemer, mehrere Monate in Warschau am dortigen Deutschen Historischen Institut tätig. Seit November 2019 ist Hartmut Kühn als assoziierter wissenschaftlicher Mitarbeiter im Aleksander-Brückner-Zentrum für Polenstudien tätig.
Hartmut Kühn lebt als freiberuflicher Autor in Berlin und Ramin bei Szczecin (Polen).

## Zitate
„In einer zu diesem Zeitpunkt durchaus eigentümlichen und autonomen Weise eilten die Polen in den Jahren 1980/81 den anderen Ländern weit voraus. Wiewohl die Wurzeln für das Ende der kommunistischen Herrschaft allgemeiner Natur sind, lassen sich die politische Bewegung der Solidarność und die von ihr maßgeblich mitgeprägten Geschehnisse der rund zehn Jahre von 1980 bis 1990 nur aus der besonderen Geschichte Polens selbst herleiten. Das gilt auch für das Wechselwirken zwischen Solidarność und der kommunistischen Partei, die sich für Juni 1989 auf freie Wahlen einigten, als in Peking die Studentenrevolte von Panzern niedergewalzt wurde. Und ein Premier aus den Reihen der Opposition  hatte seine Amtsgeschäfte aufgenommen, als die Glocken der Gethsemane-Kirche in Berlin das Ende der DDR einläuteten.“

„Auf der Karte des Europas von 1921 erschienen Staaten, deren Nationalitäten vor 1914 oftmals nur Politikern, Historikern oder Linguisten, bekannt gewesen waren. Es waren insgesamt sieben Staaten, die aus der Konkursmasse dreier untergegangener Reiche hervorgegangen waren: Finnland, Estland, Lettland, Litauen, Polen, Jugoslawien und die Tschechoslowakei. Eine Zeitlang gehörte auch die Ukraine dazu, bis sie 1920 zu Sowjetrussland kam. … Polen stellte insofern eine Besonderheit unter den neu entstandenen Nationalstaaten dar, da es gleich unter drei der in den Ersten Weltkrieg verwickelten Staaten aufgeteilt gewesen war, dass alle diese Reiche nacheinander zusammengebrochen waren und polnische Soldaten auf beiden Seiten der Front sowohl für die Entente-Mächte als auch für die Mittelmächte gekämpft und sich politisch engagiert hatten.“

## Werke (Auswahl)
als Autor
- Herausgeber und Autor des Nachworts zu Karol Modzelewski: Wohin vom Kommunismus aus? BasisDruck Verlag, Berlin 1996.
- Das Jahrzehnt der Solidarność – Die politische Geschichte Polens 1980–1990, mit einem historiographischen Anhang bis 1997. BasisDruck Verlag, Berlin 1999, ISBN 3-86163-087-7.[4]
- Das Jahrzehnt der Solidarność. Bundeszentrale für politische Bildung, Berlin 2002. (Sonderausgabe)
- Zur verfassungsgeschichtlichen Entwicklung des polnischen Parlaments. Wissenschaftlicher Dienst des Deutschen Bundestages, Berlin 2003.
- Polens oberste Staatsorgane (1917–2011). Deutsches Polen-Institut, Darmstadt 2011.
- Polen im Ersten Weltkrieg: Der Kampf um einen polnischen Staat bis zu dessen Neugründung 1918/1919. (= Warschauer Studien zur Kultur- und Literaturwissenschaft. Band 12), Peter Lang, Internationaler Verlag der Wissenschaften Berlin 2018, ISBN 978-3-631-76530-2.[5]
- Das Wunder an der Weichsel: Zum polnisch-sowjetrussischen Krieg 1919-1921, (= Warschauer Studien zur Kultur- und Literaturwissenschaft. Band 18), Peter Lang, Internationaler Verlag der Wissenschaften Berlin 2022, ISBN 978-3-631-87551-3

als Übersetzer
- Aleksander Minkowski: Ferien mit Wilga. Berlin 1977.
- Andrzej Zbych: Eine Partie Domino. Berlin 1980.
- Andrzej Zbych: Die letzte Chance. Berlin 1980.
- Wladyslaw Misiolek: Heidekraut. Berlin 1981.
- Andrzej Zbych: Streng geheim. Berlin 1981.
- Andrzej Zbych: Die vorletzte Vorstellung. Berlin 1981.
- Andrzej Zbych: Ein dummer Scherz. Berlin 1982.
- Andrzej Zbych: Die Parole. Berlin 1982.
- Andrzej Zbych: Hauptmann Kloss unter Verdacht. Berlin 1983.
- Andrzej Zbych: Hauptmann Kloss greift ein. Berlin 1990.
- Karol Modzelewski: Wohin vom Kommunismus aus? BasisDruck Verlag, Berlin 1996.
- Verhör Noel Fields durch Oberst Swiatło von der polnischen Staatssicherheit und General Roman Romkowski, 27.8.1919. In: Der Fall Noel Field. Berlin 2005.
- Wladyslaw Terlecki: Der Damm.
- Zdzisław Kuksewicz: Abriss der Geschichte der mittelalterlichen Philosophie.
- Olga Tokarczuk: Die Reise der Menschen des Buches.
- Olga Tokarczuk: E.E.

Artikel und Hörfunkbeiträge
- Kettenläden und Ladenketten. Berliner Rundfunk 1971.
- Das Selbstverständnis der Schriftsteller. Berliner Rundfunk 1971.
- Werkkreise Literatur der Arbeitswelt. Berliner Rundfunk 1971.
- Der Literat als Einzelgänger. Berliner Rundfunk 1971.
- Kunst als Ware. Berliner Rundfunk 1971.
- Warum wir heut noch Homer lesen. Berliner Rundfunk 1971.
- Klug gefragt ist halb erkannt. Antwort auf Helga Hörz´ Artikel Wissenschaft im Kaffeehaus unter dem Pseudonym Michael Franke, Forum, Berlin 1972.
- Polen und die Wende – Vor zwanzig Jahren wurde in Gdansk die unabhängige Gewerkschaft Solidarnosc gegründet. Der erste historische Auftritt der Arbeiterklasse, der siegreich endete, war zugleich auch ihr letzter – Kein Weg zurück zur Lenin-Werft. In: Berliner Zeitung. 2. September 2000, S. 4M
- Der Gott war sterblich. Vor 50 Jahren starb Josef Stalin. In: Neues Deutschland. Berlin 1. März 2003, S. 19.
- Damit die Panzer schneller rollen. In: Neues Deutschland. Berlin 2012.
- Ein Augenblick des Frühlings. Zum 50. Jahrestag der Kafka-Konferenz. In: Neues Deutschland. Berlin 2013.

Synchrontexte
- Hildegard,  Fernsehfilm, 1984
- Revolver, Spielfilm, 1984
- Es gab keinen Sommer in diesem Jahr, Spielfilm, 1984
- Die Marx Brothers im Kaufhaus, Spielfilm, 1984
- Eine perfekte Erpressung, Spielfilm 1984
- Die Himmelblaue Katze, Spielfilm, 1984
- Emil, der Schlafwagenschaffner, Spielfilm 1985
- Hinter der Maske verborgen, Spielfilm 1985
- Romanze  im  Orient-Express, Spielfilm 1983
- Die Schule der Frauen, Fernsehspiel nach Molière, 1986